# Prosòdia
La prosòdia és una branca de la lingüística que analitza i representa formalment aquells elements de l'expressió oral, com ara l'accent, els tons i l'entonació.

## Introducció
La prosòdia tracta la manifestació concreta en la producció de les paraules. Des del punt de vista fonètic-acústic, la variació de la freqüència fonamental, la durada i la intensitat que constitueixen els paràmetres prosòdics físics. La prosòdia pot dividir convenientment en dos aspectes:
- El primer considera aspectes suprasegmentals, és a dir, que tracta l'entonació de la frase en el seu conjunt.
- El segon controla la melodia, fenòmens locals de coarticulació, accentuació.

La prosòdia es generava mitjançant sistemes basats en regles, obtingudes a partir d'estudis lingüístics i retocades empíricament fins a aconseguir una parla sintètica acceptable. Actualment es comencen a utilitzar mètodes estadístics sobre bases de dades per generar automàticament models prosòdics.

## Models prosòdics
En la generació de models prosòdics es poden abordar quatre característiques bàsiques:
- La durada segmental
- La intensitat segmental
- Les pauses
- Els moviments melòdics.

L'entonació és bàsicament l'evolució de la freqüència fonamental, mentre que el ritme inclou tant les durades de cada un dels signes de síntesi com la localització i durada de les pauses.
Les variables típicament utilitzades en l'anàlisi de la prosòdia són, per exemple, el tipus d'oració, la durada en temps, el nombre de síl·labes del grup entonatiu, la distància a l'última síl·laba accentuada, la categoria gramatical de la paraula, etc. Les variables útils són diferents per a cada model (entonació, durada o pauses) i, en general, poden ser numèriques o simbòliques.
Els patrons entonatius tenen caràcter suprasegmental, és a dir, que afecten globalment a tot un grup entonatiu en lloc de fer-ho particularment sobre cada unitat. Bàsicament, la generació dels patrons consisteix en la determinació de la posició i valor d'una sèrie de colzes d'un model lineal a trams.